# Paciano
Paciano là một đô thị ở Tỉnh Perugia trong vùng Umbria, có khoảng cách khoảng 30 km về phía tây nam của Perugia. Tại thời điểm ngày 31 tháng 12 năm 2004, đô thị này có dân số 974 người và diện tích là 16,8 km².
Paciano giáp các đô thị: Castiglione del Lago, Città della Pieve, Panicale, Piegaro.